# نورا فينسنت
نورا ماري فنسنت (20 سبتمبر 1968-6 يوليو 2022) كاتبة أمريكية. كانت كاتبة عمود أسبوعيًا في لوس أنجلوس تايمز وكاتبة عمود فصلي عن السياسة والثقافة في المجلة الإخبارية الوطنية للمثليين والسحاقيات ذا أدفوكيت . وايضا كاتبة عمود في ذا فيليج فويس وSalon.com . ظهرت كتاباتها في ذا نيو ريببلك و نيويورك تايمز  New York Post و The Washington Post ودوريات أخرى. اكتسبت اهتمامًا خاصًا في عام 2006 لكتابها، رجل عصامي ، يشرح بالتفصيل تجربتها عندما عاشت كرجل لمدة ثمانية عشر شهرًا.

## النشأة
وُلدت نورا ماري فينسنت في ديترويت، ونشأت هناك وفي لندن، حيث عمل والدها كمحامٍ لشركة Ford Motor Company. التحقت بكلية ويليامز، حيث تخرجت بدرجة البكالوريوس في الفلسفة عام 1990، قبل أن تتخرج في كلية بوسطن.   عملت أيضًا كمحررة في Free Press . 

## المسار المهني

### رجل صُنع ذاتياً
من أشهر كتبها كتاب رجل صُنع ذاتياً (2006) وهو سرد تجربة استمرت ثمانية عشر شهرًا في أوائل العقد الأول من القرن الحادي والعشرين، حيث تنكرت كرجل.   تمت مقارنة هذا بالصحافة السرية السابقة مثل Black Like Me .  أجرى Juju Chang مقابلة مع فينسنت في برنامج ABC News 20/20  وتحدثت عن التجربة في HARDtalk extra على بي بي سي في 21 أبريل 2006، حيث وصفت تجربتها في العلاقات بين الذكور والإناث. . انضمت إلى نادي البولينج المخصص للذكور فقط،  وانضمت إلى مجموعة علاج للرجال، وذهبت إلى ناد للتعري،  وواعدت نساء، واستخدمت معرفتها ككاثوليكية    لزيارة الرهبان في دير.
كتبت فينسنت أن المرة الوحيدة التي اعتبرت فيها أنثوية متشددة كانت خلال فترة عملها كرجل. أكدت فينسنت أنه منذ التجربة، أدركت تمامًا فوائد كونها أنثى وعيوب كونها ذكرًا، قائلة: «أنا حقًا أحب أن أكون امرأة. . . . يعجبني أكثر الآن لأنني أعتقد أنه أكثر من امتياز.» 
كما صرحت فينسنت أنها اكتسبت المزيد من التعاطف والتفهم مع الرجال وحالة الذكور: «الرجال يعانون. لديهم مشاكل مختلفة عن النساء ولكن ليس لديهم أفضل. إنهم بحاجة إلى تعاطفنا، يحتاجون إلى حبنا، وهم بحاجة إلى بعضهم البعض أكثر من أي شيء آخر. يجب أن يكونوا معًا.» 

### الجنون الطوعي
يروي كتاب فينسنت «الجنون التطوعي» (2008) تجربتها كمريض داخلي في ثلاث مؤسسات للمرضى العقليين: «جناح في مستشفى مدينة عامة، ومؤسسة خاصة في الغرب الأوسط، وعيادة غالية الثمن». وانتقدت الأطباء الذين زعمت أنهم يتعذر الوصول إليهم، مشيرة إلى أن الكثيرين يعتمدون على الأدوية كعلاج، بينما يعالج آخرون الأعراض فقط بدلاً من الأسباب الكامنة وراءها.
يتناول كتاب فينسنت أيضًا مسألة المرضى الكاذبين وأولئك الذين بقوا مرضى بسبب عدم استعدادهم للتعاون في علاجهم.  

## الحياة الشخصية والآراء
فينسنت سحاقية، تزوجت لفترة وجيزة من كريستين إريكسون، لكن سرعان ما انفصلا. 
وصفت فينسنت نفسها بأنها تحررية وتنتقد ما بعد الحداثة والتعددية الثقافية.  لم تكن تعتقد أن المتحولين جنسيًا جزء من الهوية الجنسية التي يختارونها، مما أدي إلى اتهامها بالتعصب الأعمى. 

## وفاتها
توفيت فينسنت بمساعدة طبية في عيادة بسويسرا في 6 يوليو 2022، عن عمر يناهز 53 عامًا. لم يُعلن عن وفاتها حتى أغسطس 2022. 